# Euaugaptilus fosaii
Euaugaptilus fosaii is een eenoogkreeftjessoort uit de familie van de Augaptilidae. De wetenschappelijke naam van de soort is voor het eerst geldig gepubliceerd in 1979 door Pineda-Polo.